# Louis Duc
Pour les articles homonymes, voir Duc (homonymie).
Louis Duc est un navigateur professionnel français, né le 18 septembre 1983 à Cherbourg, dans la Manche. À la barre de l'Imoca Fives Group-Lantana Environnement, il termine 26e du Vendée Globe 2024-2025.

## Biographie
Il naît le 18 septembre 1983 à Cherbourg, dans le département français de la Manche. Il quitte l'école à 17 ans pour travailler aux chantiers navals de Cherbourg, les Constructions mécaniques de Normandie.

### Mini 306
Il remet en état un Mini, le Pogo 1 Laura Santi 306, qui devient Positive Vibration. En 2003, à son bord, il court la Mini-Fastnet avec Éric Lamy. Ils terminent 13es sur 33 bateaux de série. La même année, Duc participe en solo à la Transgascogne. Il se classe 11e sur 13 série.
Pour la Mini Transat 2005, le 306 devient Groupe Royer. Dans la deuxième étape, après le passage du tropique du Cancer, le mât se brise en trois. Duc établit un gréement de fortune pour gagner Dakar, à quelque 500 milles de là.

### Class40

#### 2007-2012
En 2007, il aborde le circuit Class40. En 2007 et 2008, son bateau est le no 20. En double avec Jean-Édouard Criquioche, il est 22e sur 30 Class40 dans la Transat Jacques-Vabre, à bord de Commerce équitable. En 2008, il est 4e sur 11 Class40 dans The Transat, à la barre de Groupe Royer.
En 2012, il navigue sur le Class40 47. Cette année-là, skipper de l'équipage d'Avis immobilier, il finit 18e de la Transat Québec-Saint-Malo.

#### 2013-2016. Numéro 65

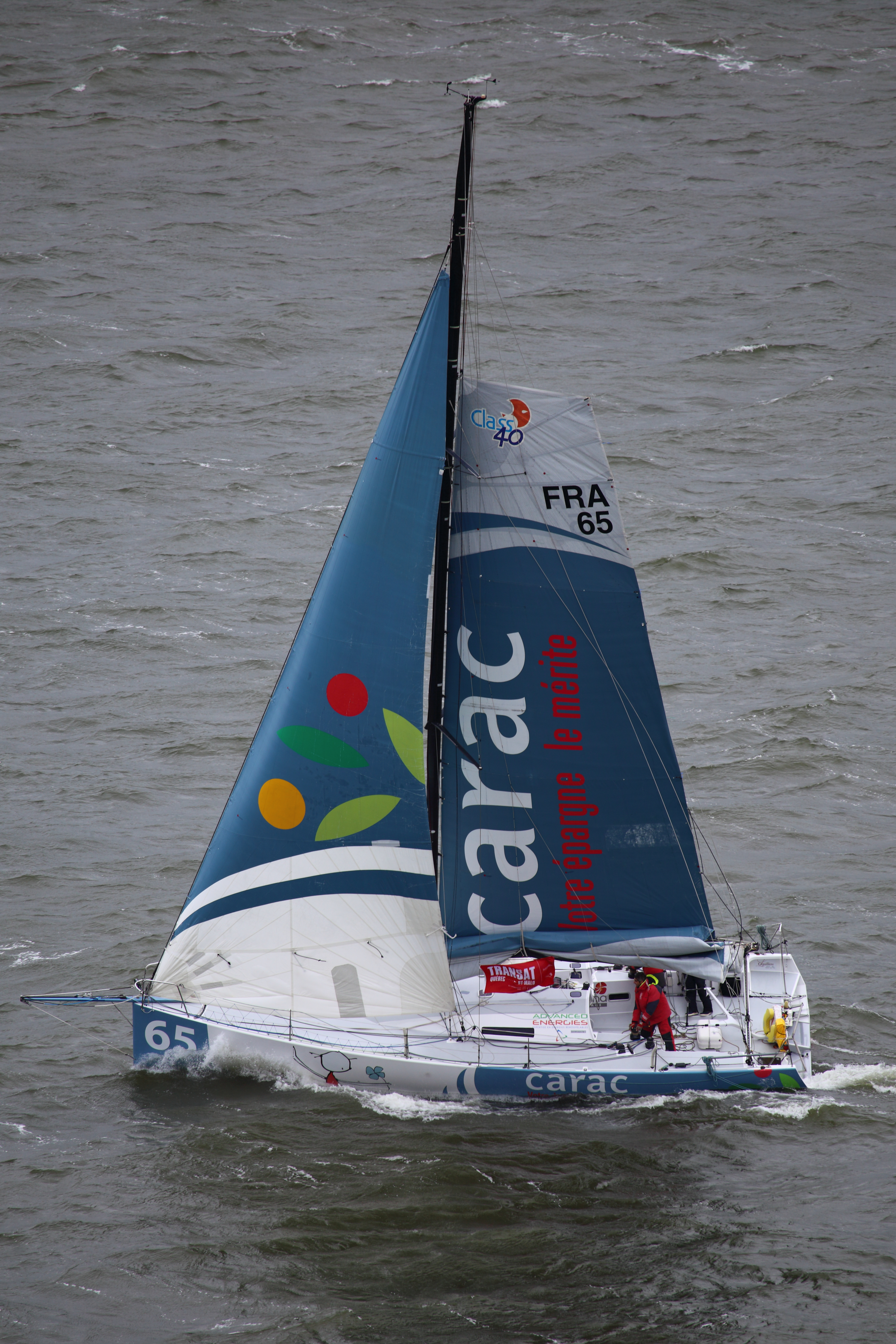
Le Class40 Carac, skippé par Louis Duc, au départ de la Transat Québec-Saint-Malo 2016.

De 2013 à 2016, il va naviguer sur le no 65. En 2013, skipper de l'équipage de Tales, il termine 5e sur 18 Class40 dans la Fastnet Race,. En double avec Stéphanie Alran, il est 10e sur 26 Class40 dans la Transat Jacques-Vabre, à bord de Phoenix Europe-Carac.
Dans la Route du Rhum 2014, il doit s'arrêter à Brest pour réparer son support de pilote automatique. Le lendemain, il repart. Le surlendemain, il déchire sa grand-voile et abandonne. En 2015, en double avec Christophe Lebas, il est 3e sur 14 Class40 dans la Transat Jacques-Vabre, à bord de Carac-Advanced Energies. En 2016, il termine 2e sur 10 Class40 dans The Transat, à la barre de Carac. La même année, skipper de l'équipage de Carac 65, il est 9e sur 19 Class40 dans la Transat Québec-Saint-Malo.

#### 2017-2019. Numéro 150
Le navigateur et son sponsor Carac lancent alors un projet de Class40, le premier bateau neuf de Louis Duc. Le dessin est confié au cabinet Lombard. Duc veut « un bateau taillé pour le large, qui soit le plus puissant et le plus performant de l’actuelle flotte des Class40 ». Passionné de construction, il s'investit beaucoup dans le développement de ce concept très novateur,.
La classe Mini est révolutionnée depuis 2010 par le principe du scow, que David Raison a adapté à la course au large. Le nouveau Carac est le premier Class40 à s'inspirer de ce principe. Il est le premier à apporter beaucoup de volumes à l'avant. Mais, à la différence des scows Mini, qui ont un nez rond, l'étrave reste pointue pour être en conformité avec la jauge. Le brion est bien au-dessus de la ligne de flottaison. Autre innovation : un seul étage de barres de flèche, afin d'abaisser le centre de gravité et de limiter le fardage. Ce concept nouveau est appelé Lift40, le nom de baptême du bateau est Pinocchio (il est construit chez Gepeto composite), son premier nom de course est Carac et son numéro le 150.
De 2017 à 2019, Duc navigue donc sur ce bateau. En 2017, skipper de l'équipage de Carac, il finit 6e de la Fastnet Race. En 2018, dans la Route du Rhum. Il casse l'axe d'étai. Il réussit à sécuriser son mât, mais doit relâcher à Baiona, ce qui lui fait perdre trois jours. Il se classe 19e sur 53 Class40. La course est gagnée par Yoann Richomme, à la barre d'un Class40 sorti des moules de Carac.

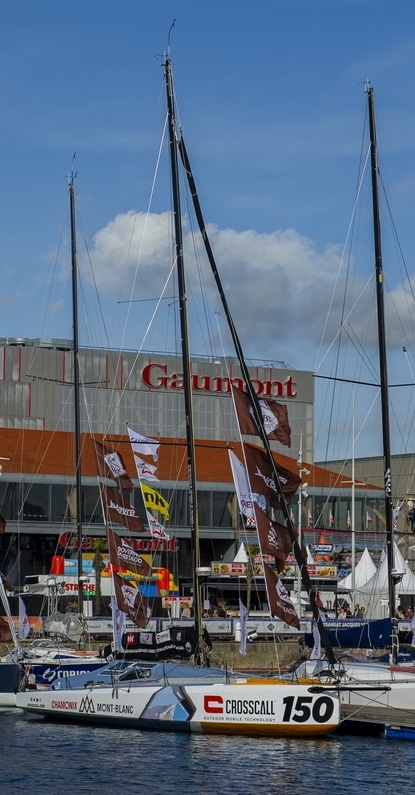
Le Class40 Crosscall-Chamonix-Mont Blanc au Havre, avant le départ de la Transat Jacques-Vabre 2019.

En 2019, le bateau devient Crosscall-Chamonix-Mont Blanc. En double avec Aurélien Ducroz, Duc finit 5e sur 27 Class40 dans la Transat Jacques-Vabre. Le convoyeur s'étant blessé, le retour doit être retardé, alors même que l'on entre dans la mauvaise saison. Le Class40 est finalement ramené par Duc et Thomas Servignat. Au nord de l'anticyclone des Açores, ils rencontrent des flux dépressionnaires très violents. Ayant déchiré leur génois, ils se déroutent vers Horta pour se mettre à l'abri et réparer. Ils marchent au portant, à vitesse réduite, privés d'aérien. Au petit matin du 18 décembre, à 150 milles dans l'ouest des Açores, Crosscall est retourné par une déferlante.

« Nous savons que, dans la mer formée, au portant, la vitesse étant la sécurité, il faut naviguer plus vite que les vagues pour ne jamais être rattrapé. Dans notre cas, le bateau était un peu sous-toilé et, dans une phase avec un peu moins de vent, un angle de vent trop bas avec un cap suivi par le pilote sans relancer l’accélération (sans aérien), une vague plus grosse, au mauvais moment, nous a embarqués. »

Le bateau se redresse, mais une voie d'eau importante se déclare. Le mât, brisé, transperce le cockpit, empêchant les deux hommes de sortir leur radeau de survie. Après une douzaine d'heures d'attente sur la plage avant, seule partie non immergée, les deux marins sont hélitreuillés par un hélicoptère du MRCC de Ponta Delgada,,. La balise de positionnement du bateau cesse d'émettre le 31 décembre. Des recherches sont menées en vain le 2 janvier 2020. Elles sont abandonnées le lendemain en raison d'une dépression arrivant sur zone.

### Imoca

#### 2020-2021.Kostum-Lantana Paysage
En octobre 2019, six jours avant le départ de la Transat Jacques-Vabre, Fortil, l'Imoca de Clément Giraud et Rémi Beauvais, est victime d'un incendie. Les deux navigateurs doivent déclarer forfait, et leur sponsor se retire un mois et demi plus tard. En octobre 2020, Louis Duc rachète le bateau et se lance lui-même dans les réparations, par mesure d'économie et aussi par passion.

« Je suis attaché à la construction, dit Louis Duc, certes pas architecte, mais ingénieux, et j’ai construit mon expertise au fil de l’eau. Ce genre de défi me passionne. Ce que nous avons fait, c’est ce qui m’éclate le plus, c’est ma fibre de prendre un bateau en vrac et de le remettre à un bon niveau. C’est vraiment mon truc. »

Le bateau est l'ancien PRB, quatrième du nom, un plan Farr de 2006. Après dix mois de travaux, il est remis à l'eau à Caen, le 26 août 2021. Le projet est soutenu par Lantana Paysage et Kostum by Cadiou, qui vont permettre une participation à la Transat Jacques-Vabre en novembre. Mené par Duc et Marie Tabarly, Kostum-Lantana Paysage termine 14e sur 22 Imoca.

#### 2022.Fives-Lantana Environnement

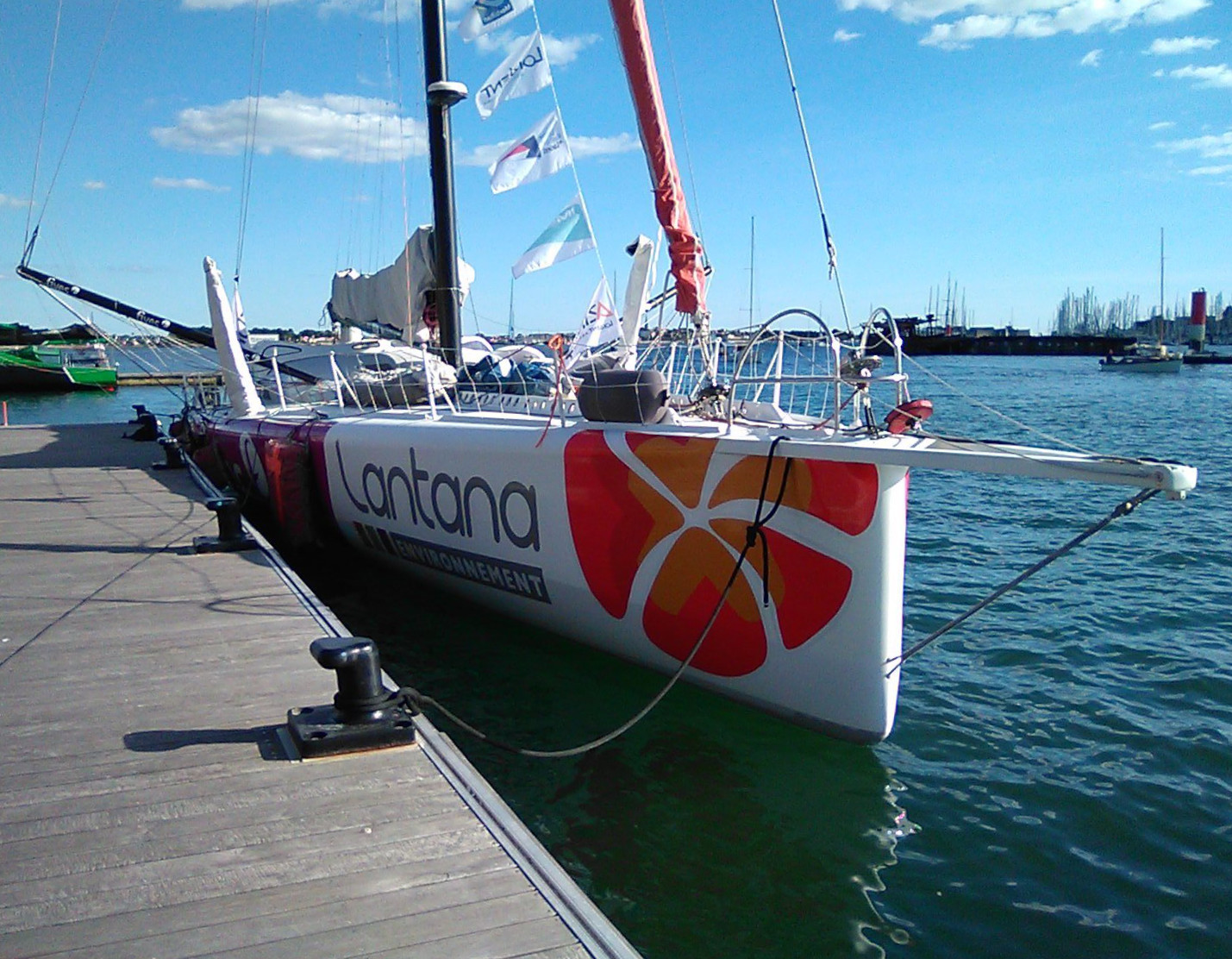
L'Imoca Fives-Lantana Environnement à Lorient pour le Défi Azimut 2022.

En juin 2022, à la barre de son bateau devenu Fives-Lantana Environnement, Duc se classe 8e sur 25 dans la Vendée-Arctique-Les Sables-d'Olonne. En novembre, il finit 27e sur 38 Imoca dans la Route du Rhum.

#### Depuis 2023.Fives Group-Lantana Environnement
En juillet 2023, mené par Duc et Rémi Aubrun, Fives Group-Lantana Environnement est 22e sur 29 Imoca dans la Fastnet Race. En novembre, toujours avec Rémi Aubrun, Duc finit 14e sur 40 Imoca dans la Transat Jacques-Vabre (2e Imoca à dérives droites). En décembre, il se classe 22e sur 32 dans le Retour à la base, course Imoca en solitaire Fort-de-France-Lorient.

## Palmarès

### Mini
- 2003 :
  - 13e sur 33 bateaux de série dans la Mini-Fastnet, en double avec Éric Lamy, à bord de Positive Vibration 306
  - 11e sur 13 série, en solo, dans la Transgascogne, à la barre de Positive Vibration 306[3]

- 2004. 17e sur 34 série dans la Pornichet Select, à la barre de Positive Vibration 306[3]

- 2005. 20e sur 36 série dans la Pornichet Select, à la barre de Billie Marine 306[3]

### Class40
- 2007 :
  - 3e de Les Sables-Madère-Les Sables, en double avec Jean-Pierre Amblard, à bord d'Arawak III, FRA 11[6]
  - 3e sur 8 des 1000 Milles Britanny Ferries, en double avec Jean-Édouard Criquioche, à bord de Choice Hotels, FRA 20[5]
  - 22e sur 30 Class40 dans la Transat Jacques-Vabre, en double avec Jean-Édouard Criquioche, à bord de Commerce équitable, FRA 20, en 25 j 1 h 17 min 25 s[5]

- 2008 :
  - 4e sur 11 Class40 dans The Transat, à la barre de Groupe Royer, FRA 20, en 18 j 2 h 51
  - 10e sur 18 dans la Transat Québec-Saint-Malo, équipier à bord d'Esprit large-Talmont Saint-Hilaire, FRA 20, skippé par Jean-Édouard Criquioche, en 16 j 13 h 18 min 21 s[5]

- 2012 :
  - 18e de la Transat Québec-Saint-Malo, skipper de l'équipage d'Avis immobilier, FRA 47, en 13 j 18 h 57 min 11 s
  - 10e de la Normandy Channel Race, en double avec Samantha Evans, à bord d'Avis immobilier, FRA 47[6]

- 2013 :
  - 9e sur 20 dans la Normandy Channel Race, en double avec Stéphanie Alran, à bord de Phoenix Europe-Carac 65[8]
  - 5e sur 10 Class40 dans l'Armen Race, skipper de l'équipage de Tales 65[6]
  - 6e sur 18 de Les Sables-Horta-Les Sables, en double avec Stéphanie Alran, à bord de Phoenix Europe-Carac 65[8]
  - 5e sur 18 Class40 dans la Fastnet Race, skipper de l'équipage de Tales 65[7],[8]
  - 10e sur 26 Class40 dans la Transat Jacques-Vabre, en double avec Stephanie Alran, à bord de Phoenix Europe-Carac 65, en 23 j 3 h 40 min 7 s[6]

- 2014 :
  - 10e sur 17 de la Normandy Channel Race, en double avec Damien Rousseau, à bord d'Advanced Energies 65
  - 13e sur 18 de La Qualif, à la barre d'Advanced Energies 65[8]

- 2015 :
  - 5e sur 16 de la Normandy Channel Race, en double avec Christophe Lebas, à bord d'Advanced Energies-Carac 65[8]
  - 3e du Record SNSM, skipper de l'équipage d'Advanced Energies-Carac 65
  - 4e sur 8 des Sables-Horta-Les Sables, en double avec Yves Sale (première étape) et Damien Rousseau (deuxième étape), à bord de Carac-Advanced Energies 65
  - 3e sur 14 Class40 dans la Transat Jacques-Vabre, en double avec Christophe Lebas, à bord de Carac-Advanced Energies 65, en 25 j 21 h 29 min 52 s[6]

- 2016 :
  - 2e sur 10 Class40 dans The Transat, à la barre de Carac 65, en 17 j 23 h 54 min 40 s
  - 9e sur 19 Class40 dans la Transat Québec-Saint-Malo, skipper de l'équipage de Carac 65, en 12 j 13 h 50 min 58 s
  - 15e de la Normandy Channel Race, en double avec Claire Pruvot, à bord de Carac 65[6]

- 2017 :
  - 6e de la Normandy Channel Race, en double avec Claire Pruvot, à bord de Calvados 83 (le bateau de Pruvot)
  - 6e de la Fastnet Race, skipper de l'équipage de Carac 150[6]

- 2018 :
  - 4e des 1000 Milles des Sables, à la barre de Carac 150
  - 8e du Grand Prix Guyader, skipper de l'équipage de Carac 150
  - 2e de la Normandy Channel Race, en double avec Gwenael Riou, à bord de Carac 150
  - 8e de la Drheam Cup, à la barre de Carac 150
  - 19e sur 53 Class40 dans la Route du Rhum, à la barre de Carac 150, en 22 j 6 h 2 min 32 s[6]

- 2019 :
  - 5e sur 13 de la Normandy Channel Race, en double avec Aurélien Ducroz, à bord de Rêves 150
  - 3e sur 13 de la Malouine Sacib, en double avec Aurélien Ducroz, à bord de Crosscall-Chamonix-Mont Blanc 150
  - 5e sur 27 Class40 dans la Transat Jacques-Vabre, en double avec Aurélien Ducroz, à bord de Crosscall-Chamonix-Mont Blanc 150, en 18 j 15 h 25 min 23 s[16]

- 2020. 2e sur 4 Class40 dans la Rorc Carribean 600, équipier à bord d'Up Sailing 30, skippé par Morgane Ursault-Poupon[31]

### Imoca

#### 2021. À la barre deKostum-Lantana Paysage
14e sur 22 Imoca dans la Transat Jacques-Vabre, en double avec Marie Tabarly, en 21 j 20 h 45 min 54 s

#### 2022. À la barre deFives-Lantana Environnement
- 2022 :
  - 8e sur 25 de la Vendée-Arctique-Les Sables-d'Olonne[26]
  - 15e sur 25 des 48 Heures du Défi Azimut[32]
  - 27e sur 38 Imoca dans la Route du Rhum[27]

#### Depuis 2023. À la barre deFives Group-Lantana Environnement
- 2023 :
  - 22e sur 29 Imoca dans la Fastnet Race, en double avec Rémi Aubrun[28]
  - 23e sur 33 du Défi Azimut, en double avec Rémi Aubrun[32]
  - 14e sur 40 Imoca dans la Transat Jacques-Vabre  (2e Imoca à dérives droites), en double avec Rémi Aubrun[29]
  - 22e sur 32 du Retour à la base[30]

- 2024. 14e sur 19 des 48 Heures du Défi Azimut[32]

- 2025. 26e sur 40 du Vendée Globe[33]